# Poecilia wingei
Pour les articles homonymes, voir Guppy (poisson) et Guppy (homonymie).
 (mars 2011).
Si vous disposez d'ouvrages ou d'articles de référence ou si vous connaissez des sites web de qualité traitant du thème abordé ici, merci de compléter l'article en donnant les références utiles à sa vérifiabilité et en les liant à la section « Notes et références ».
Espèce
Poecilia wingei est une espèce de poissons ovovivipares d'eau douce de la famille des Poeciliidae et originaire du Nord-Ouest du Venezuela.

## Noms vernaculaires
En français, cette espèce porte les noms communs de Guppy de Campoma, Guppy Picasso, Poecilia sp Endler ou Guppy sauvage.[réf. nécessaire]
En anglais, ce poisson porte aussi le nom de guppy Endler, ou Poecilia sp. Endler. Cependant, en France, ces dénominations sont exclusivement réservées[réf. nécessaire] aux hybrides entre Poecilia wingei et Poecilia reticulata (du nom du professeur John Endler qui a découvert et étudié cet hybride).

## Répartition
Ce petit poisson est localisé uniquement dans une vaste zone lagunaire dans le Nord-Ouest du Venezuela, dans l’État de Sucre. Il est connu dès le XIXe siècle sous le nom de « guppy de Campoma ».
L'espèce est capable de beaucoup d’adaptations. On la rencontre en eau douce comme en eau saumâtre, plus ou moins stagnante, voire polluée par les rejets agricoles, mais aussi dans de petites rivières.
L'habitat typique est un petit cours d’eau légèrement saumâtre de 1 à 3 m de large et de 20 cm à 1 m de profondeur, à faible courant, traversant des zones faiblement boisées (buissons) ou ombragées par des arbres. L’eau y est parfois verte en raison de la présence d’algues unicellulaires.
Les poissons se tiennent de préférence sur les bords, à l’abri du courant, dans des zones pouvant être dépourvues de plantes aquatiques.
Ils cohabitent fréquemment avec d’autres espèces de petits poissons, dont certains sont prédateurs, également avec divers mollusques et petits crustacés.

## Détermination de l'espèce
C'est en 2005, que les scientifiques Fred N. Poeser (d), Michael Kempkes (d) et Isaäc J. H. Isbrücker (d) du Museum zoologique d’Amsterdam, ont donné au poisson son nom d’espèce définitif, « Poecilia wingei », en hommage au Docteur Øjvind Winge (d) (1886-1964), chef du laboratoire de recherche en physiologie animale à Carlsberg de 1933 à 1956, spécialiste renommé en génétique, ayant notamment travaillé sur les variations morphologiques et génétiques chez les guppys et étudié les différences entre le Guppy de Campoma et le Guppy commun (Poecilia reticulata). 
Au sein des populations sauvages du genre Poecilia, rencontrées en Amérique centrale, le Guppy de Campoma se distingue par sa morphologie particulière. En particulier, le mâle arbore sur le milieu du corps un motif noir en forme de virgule, plus ou moins marqué selon les spécimens.
Ses couleurs sont intenses et métalliques : blanc argenté, vert, rouge-orangé, jaune, noir, plus rarement bleu. La queue est toujours courte et arrondie. Le motif coloré qu'elle arbore, le plus souvent dissymétrique, donne l'impression d'une queue en épée, double épée ou lyre.
Les femelles sont très grandes (jusqu'à 6 cm) et de coloration gris-jaune uniforme.
La morphologie du gonopode (organe sexuel des mâles) est spécifique à l'espèce, et diffère notablement de celle de Poecilia reticulata.
Le comportement sexuel des mâles et des femelles diffèrent de celui des guppys communs. Toutefois, l'hybridation avec Poecilia reticulata est facile en captivité. Ces observations sont autant d'indices orientant vers une espèce particulière, mais non encore suffisantes pour l'affirmer.
Fred N. Poeser et Michael Kempkes se sont principalement appuyés sur le phénomène de déplacement de caractère pour affirmer qu'il s'agissait d'une espèce à part entière.
Lors d'un voyage dans le Nord-Ouest du Venezuela, les deux scientifiques ont retrouvé les zones où le poisson vivait. Or, les spécimens marqués d'un motif noir en virgule se trouvaient seulement dans la lagune de Campoma (d) et ses environs, où l’on rencontrait aussi des guppys communs (Poecilia reticulata).
Les autres variétés sans virgule se rencontraient ailleurs dans les environs de la ville de Carúpano, où les guppys communs ne se trouvaient pas. Donc, les populations qui se trouvaient dans des secteurs où l’on rencontrait en même temps le guppy commun étaient très différemment pigmentées par rapport à celui-ci (en raison de la virgule), tandis que les populations qui ne vivaient pas en sa présence ne présentaient pas de virgule (mais avaient néanmoins des couleurs métalliques).
Le phénomène est nommé en zoologie « déplacement de caractère » : deux populations d’espèces proches ont tendance à se rassembler dans une zone où elle n’existent pas ensemble, et à l’inverse, elles tendent à être différentes dans les zones où elles coexistent toutes deux ensemble.
D'autre part, H. J. Alexander et F. Breden de l'université Simon Fraser de Burnaby au Canada ont mis en évidence un phénomène de spéciation. La spéciation est le processus d'évolution naturelle qui conduit à la différenciation en espèces. Poecilia wingei est donc à considérer comme une espèce à part entière au début du processus.
En considérant des populations d’une aire de répartition donnée, il a été mis en évidence que les femelles n’acceptaient pas n’importe quel mâle, mais prioritairement ceux qui présentent des caractéristiques correspondant à leur espèce. Ce comportement, nommé isolation sexuelle, combiné à d’autres facteurs tels que la sélection naturelle dans un environnement donné, conduit sur une longue durée à établir une barrière d’espèce.

## En aquarium, en bassins
Ce poisson est apprécié des aquariophiles qui le nomment communément, en anglais, guppy de Endler, du nom du professeur John Endler qui a étudié un hybride entre Poecilia wingei et Poecilia reticulata. En français, la dénomination reste exclusivement Poecilia wingei. Son entretien est facile et il est très prolifique. Il s'accommode en captivité des eaux douces comme des eaux semi-dures. Le régime alimentaire est à dominante végétarienne, davantage que chez Poecilia reticulata, mais les mélanges basiques de flocons pour poissons d'ornement lui conviennent très bien, dès lors qu'ils soient variés de temps à autre par un apport végétal (tel qu'épinard poché, courgette pochée) ou carné (ex : larves de moustiques).
L'agilité, la mobilité de Poecilia wingei est incontestablement supérieure à celles de Poecilia reticulata. Les poissons sont souvent capables de sauts hors de l'eau ; aussi l'aquarium doit être obligatoirement couvert.
Ce poisson vit aussi en bassin, avec une température d'eau se situant entre 22 à 23 °C et 30 °C, idéalement 26 à 27 °C.
Le guppy endler a également la particularité de toujours dormir près du sol.
Des aquariophiles ont créé par sélection de nombreuses lignées très stables d'un point de vue morphologique (patron des taches de couleurs) et souvent plus esthétiques que les représentants de l'espèce issus directement des biotopes naturels. Ces sélections sont exclusivement obtenues à partir d'hybridation entre Poecilia wingei et Poecilia reticulata. En français, on les nomme Endler. Ce sont exclusivement ces hybrides qui sont disponibles en animalerie, Poecilia wingei ne se trouvant qu'auprès de particuliers.
Mais la stabilité morphologique, l'apparence ne sont pas des critères exigibles pour qu'un guppy appartienne à cette espèce.
En théorie, le pool génétique des lignées créées par sélection est diminué. Les beaux poissons issus de lignées stables seraient dès lors ceux qui auraient le moins de potentiel à résister à des accidents du biotope artificiel telles que maladies, présence de prédateurs, altération de la qualité de l'eau, défaut dans l'alimentation, etc.). Dans la pratique, on observe pas de différence significative de résistance entre les lignées sélectionnées et les poissons issus du milieu naturel.

## Publication originale
- (en) Fred N. Poeser, Michael Kempkes et Isaäc J. H. Isbrücker, « Description of Poecilia (Acanthophacelus) wingei n. sp. from the Paría Peninsula, Venezuela, including notes on Acanthophacelus Eigenmann, 1907 and other subgenera of Poecilia Bloch and Schneider, 1801 (Teleostei, Cyprinodontiformes, Poeciliidae) », Contributions to Zoology, NBC, vol. 74, nos 1-2,‎ 2005, p. 97-115 (ISSN 1875-9866 et 1383-4517, DOI 10.1163/18759866-0740102007).